# Paul Brandenberg

Paul Brandenberg (1988)

Paul Brandenberg (* 1928; † 8. Oktober 2014) war ein Schweizer Politiker (CVP).
Brandenberg wurde 1980 in den Regierungsrat des Kantons Schwyz gewählt und leitete dort das Polizei- und Militärdepartement. Er gehörte der Kantonsregierung drei Amtsperioden bis 1992 an. Von 1986 bis 1988 bekleidete er das Amt des Landammannes. Brandenberg war verheiratet und hatte fünf Kinder.